# Materiales naturales alternativos
Los materiales naturales alternativos son materiales naturales como la roca o el adobe que no se utilizan con tanta frecuencia como materiales como la madera o el hierro. Los materiales naturales alternativos tienen muchos usos prácticos en áreas como la arquitectura y la ingeniería sostenibles. El propósito principal de usar dichos materiales es minimizar los efectos negativos que nuestro entorno construido puede tener en el planeta al tiempo que aumenta la eficiencia y adaptabilidad de las estructuras.

## Historia
Los materiales naturales alternativos han existido durante bastante tiempo, pero a menudo en formas muy básicas o solo como ingredientes de un material en particular en el pasado. Por ejemplo, la tierra utilizada como material de construcción para las paredes de las casas existe desde hace miles de años. Mucho más recientemente, en la década de 1920, el gobierno de los Estados Unidos promovió la tierra apisonada como un método de construcción a prueba de fuego para construir granjas. Otro ejemplo más común es el adobe. Las casas de adobe son prominentes en el suroeste de los EE. UU. y en varios países de habla hispana.
La construcción con pacas de paja es un concepto más moderno, pero incluso existe evidencia de que la paja se usó para construir casas en las praderas africanas desde el Paleolítico. Los materiales naturales alternativos, específicamente sus aplicaciones, solo recientemente se han abierto camino hacia un uso más común. Las ideas de ser ecológicos y sostenibles en respuesta al calentamiento global y al cambio climático se centraron más en los materiales y métodos utilizados para construir nuestro paisaje urbano y hogares. A medida que las decisiones con conciencia ambiental se volvieron algo común, el uso de materiales naturales alternativos en lugar de materiales naturales típicos o materiales artificiales que dependen en gran medida de los recursos naturales se volvió prominente.

## Materiales

### Roca
La roca es una excelente alternativa a los materiales convencionales que contienen sustancias químicas que pueden ser dañinas para las personas, las mascotas o el medio ambiente. Las rocas tienen dos grandes características: buena masa térmica y aislamiento térmico. Estas características hacen que la piedra sea una gran idea porque la temperatura en la casa se mantiene bastante constante, por lo que se requiere menos aire acondicionado y otros sistemas de refrigeración. Los tipos de rocas que se pueden emplear son piedra de rechazo (piezas de piedra que no se pueden utilizar para otra tarea), piedra caliza y losa.

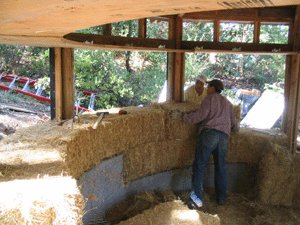
Este artículo muestra un muro de balas de paja en construcción.

### Pacas de paja
Las pacas de paja se pueden utilizar como base para paredes en lugar de paneles de yeso. La paja proporciona un excelente aislamiento y resistencia al fuego en una estructura tradicional de postes y vigas, donde un marco de madera sostiene la casa. Estas paredes de paja son aproximadamente un 75% más eficientes energéticamente que los paneles de yeso estándar y, debido a que el oxígeno no puede atravesar las paredes, el fuego no se puede propagar y no hay posibilidad de combustión.

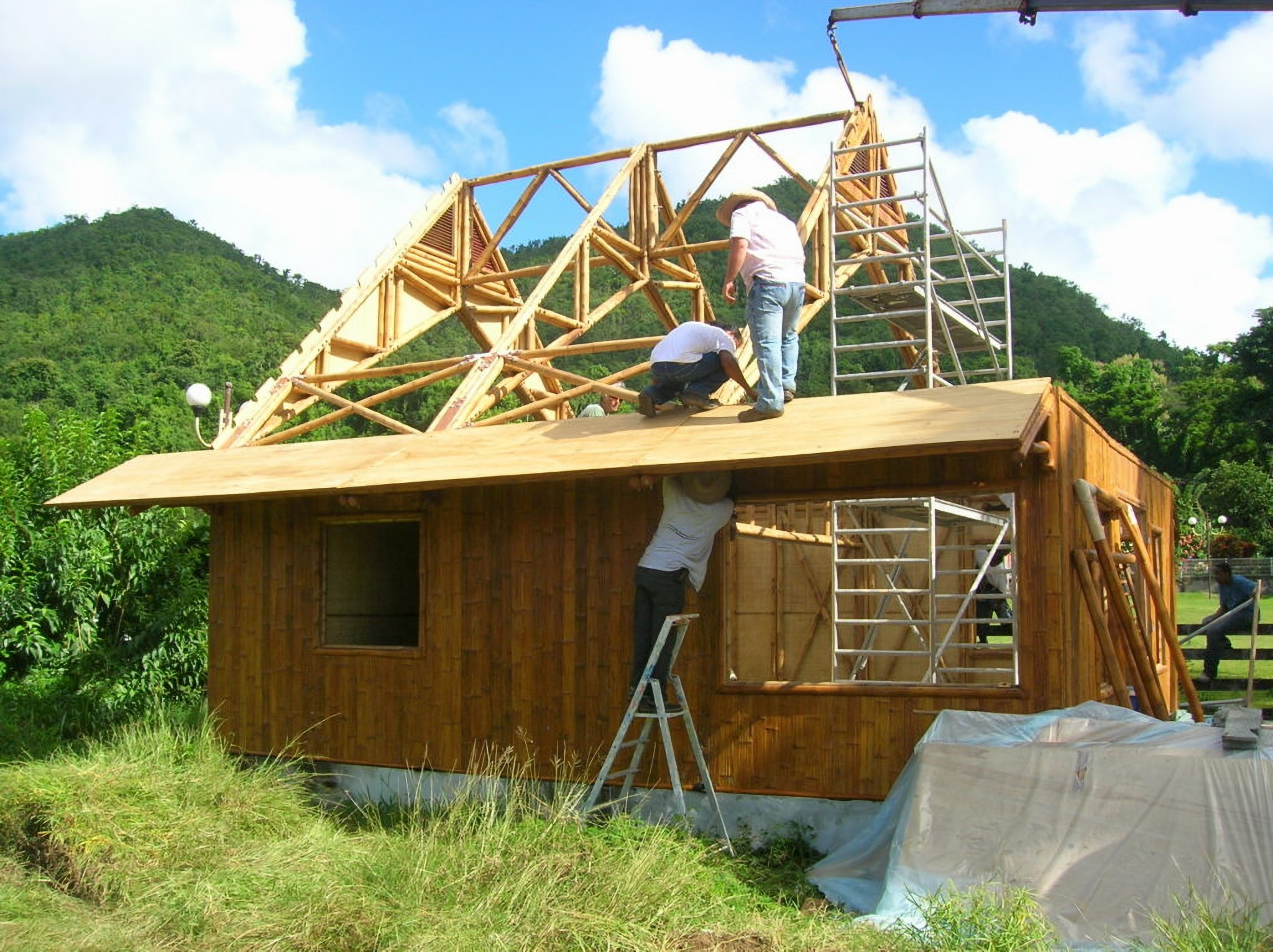
Esta imagen muestra una casa resistente a ciclones y terremotos hecha completamente de bambú.

### Bambú
En los países asiáticos, el bambú se utiliza para estructuras como puentes y casas. El bambú es sorprendentemente fuerte y bastante flexible y crece increíblemente rápido, lo que lo convierte en un material bastante abundante. Aunque puede ser difícil unir esquinas, el bambú es inmensamente fuerte y compensa las dificultades que se pueden encontrar al construirlo.

### Cordwood
La leña es una combinación de pequeños restos de leña y otros tipos de madera que normalmente se desperdician. Estos pequeños bloques de madera se pueden juntar fácilmente para formar una estructura que, como la piedra, tiene un gran aislamiento y masa térmica. Proporciona el aspecto rústico de las cabañas de troncos sin el uso de toneladas de madera. Puede construir un edificio completo con solo leña o usar piedras para rellenar las paredes.

### Tierra apisonada
La tierra apisonada es un material muy abundante que se puede utilizar en lugar de hormigón y ladrillo. La tierra se empaqueta firmemente en moldes de pared donde se apisona y se endurece para formar una empaquetadura de pared duradera hecha de nada más que tierra, piedras y palos. La tierra apisonada también proporciona una gran masa térmica, lo que significa un gran ahorro de energía. Además, es muy resistente a la intemperie y lo suficientemente resistente como para ser usado en la Gran Muralla china.

### Arquitectura subterránea
La arquitectura subterránea es una técnica de construcción única en la que los edificios están completamente construidos en al menos un lado por alguna forma de tierra, ya sea un techo de pasto, paredes de arcilla o ambos. Este sistema único generalmente incluye muchas ventanas debido a la dificultad de usar demasiada electricidad en una casa de este tipo. Esto se suma a la eficiencia energética de la casa al reducir los costos de iluminación.

### Papercrete
El papercrete es un material interesante y muy nuevo que es un buen sustituto del hormigón. Papercrete es papel triturado, arena y cemento mezclados que forman un material similar a un ladrillo muy duradero. Los edificios que utilizan cemento de papel están muy bien aislados y son resistentes a las termitas y al fuego. Papercrete es muy barato, ya que generalmente solo cuesta alrededor de $ 0.35 por pie cuadrado.

### Adobe
El adobe es una técnica antigua que es barata, fácil de obtener e ideal para entornos calurosos. Se vierte una mezcla de arena, arcilla y agua en un molde y se deja secar al sol. Cuando se seca, es excepcionalmente fuerte y resistente al calor. Adobe no deja pasar mucho calor al interior de la estructura, lo que proporciona un excelente aislamiento durante el verano para reducir los costos de energía. Aunque esta mezcla de arcilla proporciona un excelente aislamiento del calor, no es muy impermeable y puede ser peligrosa en áreas propensas a terremotos debido a su tendencia a agrietarse fácilmente.

### Aserrín
El aserrín es un buen material para combinar con mezclas de arcilla o cemento y usarlo para paredes. Estas paredes resultan sorprendentemente resistentes y reciclan de manera efectiva cualquier árbol que pueda necesitar ser excavado en el área del edificio. Dependiendo del tipo de aserrín utilizado (la madera dura es mejor), las astillas de madera de las paredes absorben la humedad y ayudan a prevenir el agrietamiento durante los ciclos de congelación/descongelación. El aserrín se puede combinar con agua y congelar para producir un material comúnmente conocido como pykrete, que es fuerte y menos propenso a derretirse que el hielo normal.

## Ejemplos
Aunque se trata de una tecnología más nueva, hay algunos edificios que ya han empleado estos materiales, así como otras tácticas, para volverse ecológicos.
- Uno de esos diseños de edificios es la sede propuesta de Dubiotech en Dubái en los Emiratos Árabes Unidos. Este diseño requiere paneles solares y ventanas, que dejarían entrar mucha luz natural y, al mismo tiempo, aprovecharían al máximo la luz solar. Este edificio (en construcción retrasada desde la crisis financiera de 2008 también se construiría con un tipo de acero alternativo que no se fabrica mediante un proceso que libera toneladas de productos químicos agresivos a la atmósfera.
- Otro ejemplo es la Escuela de Arte, Medios y Diseño ubicada en Singapur. Esta escuela tiene un techo hecho completamente de césped (un ejemplo de protección de la tierra).[4] Esto permite el uso de menos hormigón y otros materiales para el techo, y el edificio también incluye muchas ventanas para utilizar la iluminación natural.